# Britt-Marie Swing
Ann Britt-Marie Swing, född Sving den 1 september 1952 i Bjuråker, död 17 november 2021, var en svensk riksspelman på fiol och folksångerska bosatt i Delsbo i Hälsingland. Hon var även pedagog och utvecklade en egen folkmusikpedagogik. Tillsammans med bl.a. Thore Härdelin (d.y.) var hon en viktig traditionsbärare av Dellenbygdens och norra Hälsinglands folkmusikskatt och hon spelade ofta till dans samt ledde låtkurser. Bland förebilderna finns delsbospelmännen Grubb Anders Jonsson, Sven Härdelin, Näs-Olle, Hjalmar Wallberg, Åströms Olle Persson och Karin Grellson. Under delar av 1970- och 80-talen var hon med i Iggesundsgänget.

## Diskografi
- 1976-1982 - Skivor med Iggesundsgänget
- 1977 - Till dansen (med Leif Pepparn Pettersson och Ebbe Jularbo)
- 1977 - Thore Härdelin som Hultkläppen (en polsketrall och en visa)
- 1980 - Du spelman - folkmusik hemma hos (från radioprogrammet med Ville Roemke, en visa och en polska)
- 1998 - From-Olle, Spelman från Järvsö (en polska)

## Filmografi
- 1977 - Hultkläppen (Hultkläppens mor)

## Radioframträdanden
- 1979 - Du spelman (SR P1) (Ville Roempke hälsar på hos Britt-Marie Swing)
- 1983 - Filikromen (SR P1) (programledare Christina Mattsson)